# 岡山電車区
岡山電車区（おかやまでんしゃく）は、岡山県岡山市北区にあった西日本旅客鉄道（JR西日本）の車両基地である。
山陽本線岡山駅 - 北長瀬駅間に位置しており、山陽新幹線博多総合車両所岡山支所、日本貨物鉄道（JR貨物）岡山貨物ターミナル駅と隣接している。

## 概要
岡山支社が管轄しており、岡山支社管内の電化区間における普通・快速用の電車と電気機関車・貨車が配置されている。かつては客車の配置があったが、現在は配置がない。なお、岡山支社が管轄している気動車の車両基地である岡山気動車区は、1989年から2009年の間、当電車区の支所（気動車支区→気動車センター）であった（現在は互いに独立した組織）。JRグループの現業機関で「電車区」を名乗り、かつ車両配置が有るのは同区と福知山電車区だけである。
2015年、広島支社がJR西日本227系電車を導入して以降、115系電車の広島支社管轄線区(山陽線三原駅以西・呉線)への運用が大幅に削減され、2019年改正で完全に消滅した。また、所属するほとんどの国鉄型車両の導入から40年以上経っていることから、2023年度より新型車両を導入することを発表した。101両程度を導入し、2～3両編成で運行することが発表されている。
2022年10月の組織改正で新たに中国統括本部が発足したことに伴い、下関総合車両所に統合されて下関総合車両所岡山電車支所への名称変更が行われた。

## 所属車両の車体に記される略号
旅客車は岡山支社の略号である「岡」と、岡山の電報略号である「オカ」から構成された「岡オカ」で、機関車は「岡」である。また115系など一部の列車は「中オカ」と表記される。
- なお、前述のJR西日本岡山気動車区所属の旅客車に表示される略号も「岡オカ」、後述のJR貨物岡山機関区所属の機関車に表示される略号も「岡」である。

## 所属車両

### 現在の車両
2022年4月1日現在の所属車両は以下の通り。
| 電車  | 気動車 | 機関車 | 客車 | 貨車 | 合計  |
| ----- | ------ | ------ | ---- | ---- | ----- |
| 290両 | 0両    | 2両    | 0両  | 53両 | 345両 |

#### 電車
- 105系電車（14両）
  - 2両編成（F編成）7本が所属している。全編成がワンマン運転に対応している。全車両が新造車で、103系からの改造車は在籍していない。
  - 福塩線（福山駅 - 府中駅間）・山陽本線（岡山駅 - 福山駅間）で運用されている。
    - 213系がワンマン化改造を受けるまでは山陽本線（三石駅 - 三原駅間）・宇野線・赤穂線・伯備線（倉敷駅 - 新見駅間）でも使用されていた。
    - 検査入場で編成が不足する時は、福塩線の4両編成（2両編成2組）運用の一部を113系B編成や115系A編成で代走することがある。

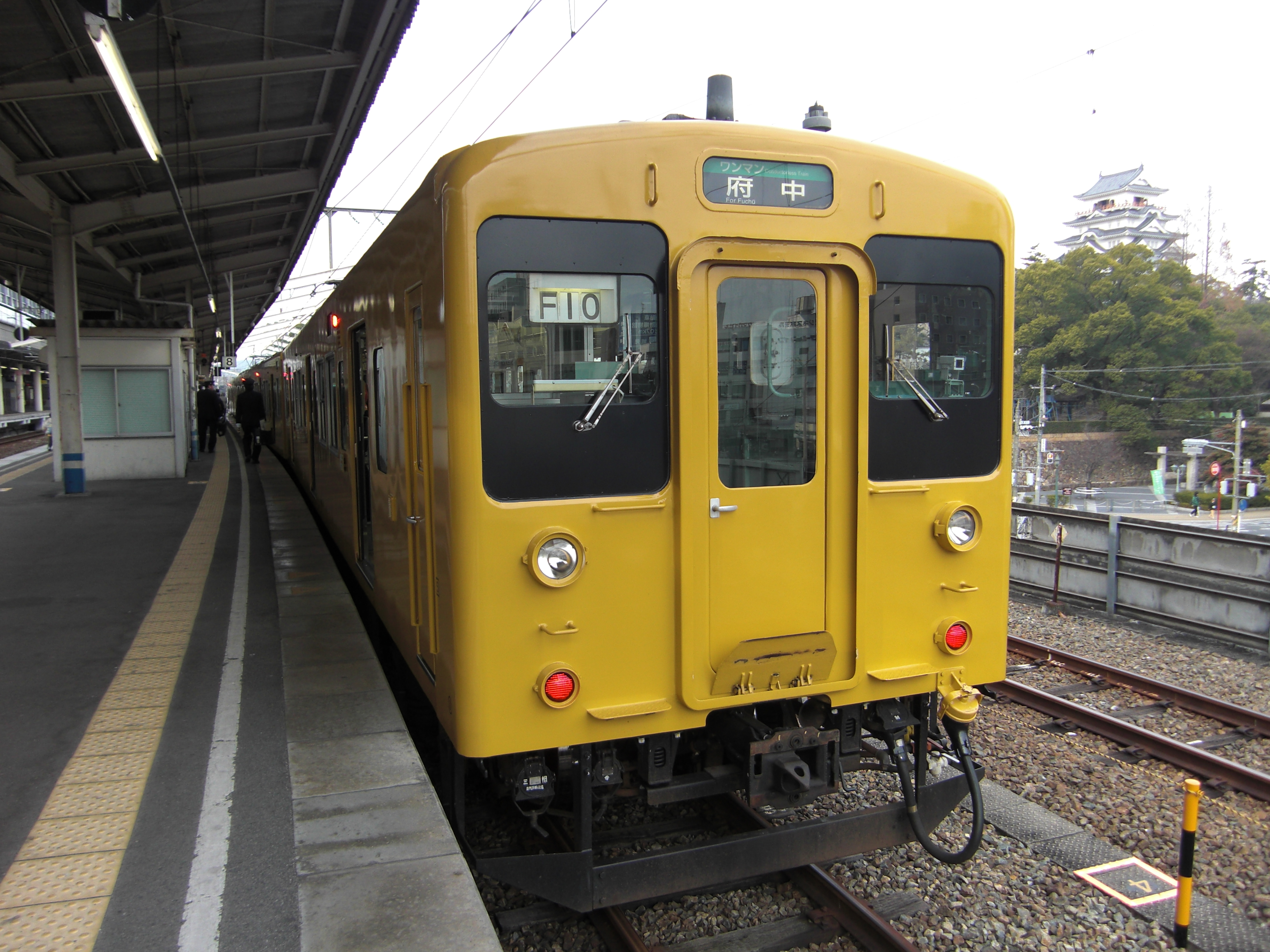
105系電車（地域色）

- 113系電車（52両）
  - 4両編成（B編成）が13本所属している。下関総合車両所広島支所から転属の0番台・2000番台リニューアル車（転換クロスシート）で組成される。
  - 両先頭車は全車ATS-P搭載工事を実施済。
  - 山陽本線（姫路駅 - 三原駅間）・宇野線・赤穂線（相生駅 - 播州赤穂駅間は1往復のみ）・伯備線（倉敷駅 - 新見駅間）で運用されている。

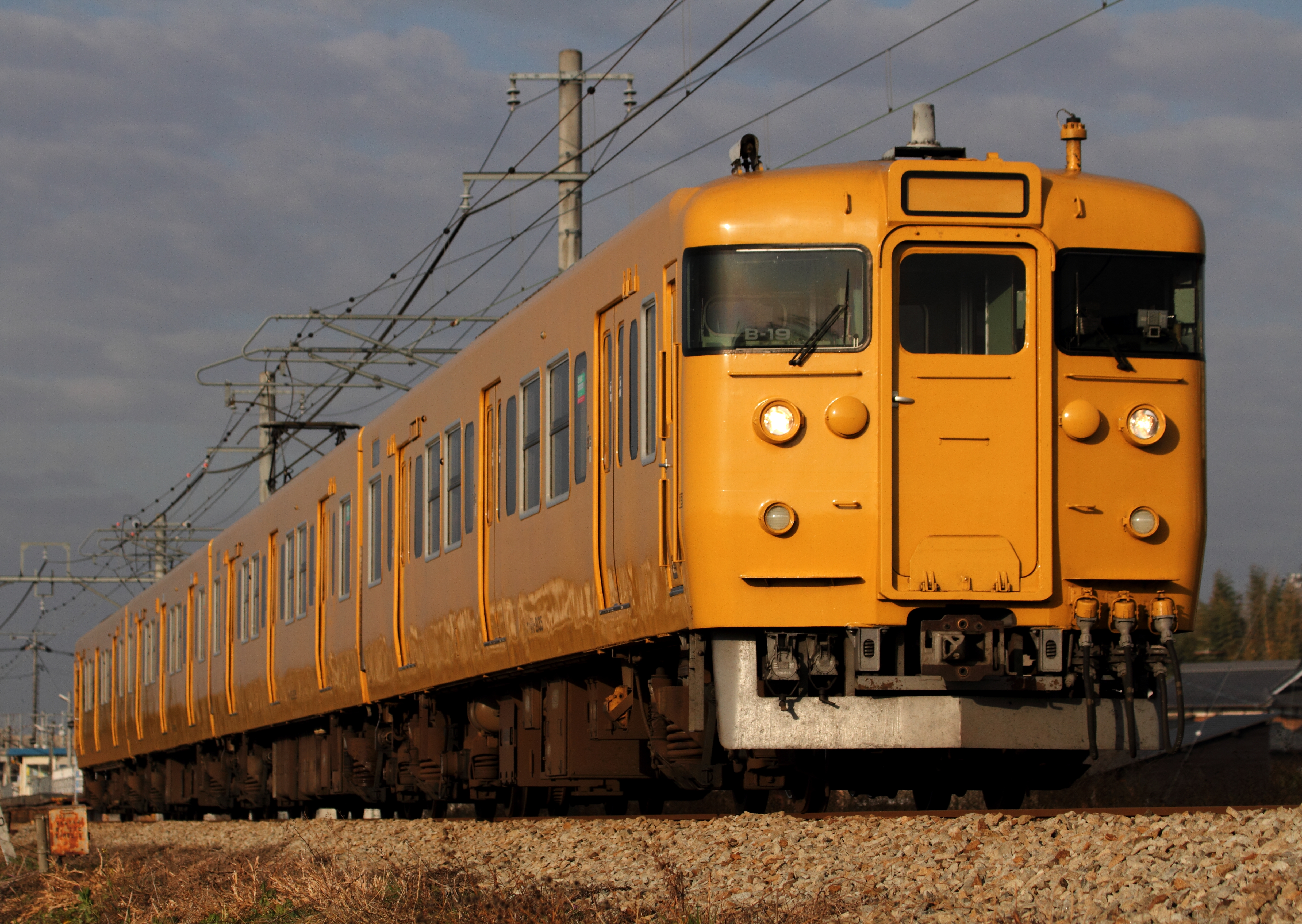
113系電車

- 115系電車（157両）
  - 4両編成のA編成12本、3両編成（D編成）31本、中間車を先頭車化改造したクモハ114（1000番台）をつないだワンマン運転対応の2両編成（G編成）8本が所属している。G編成以外のリニューアル車（アーバンネットワークの113系のリニューアル車両に準じた仕様）は転換クロスシートである。
  - 豪雪地帯である山陰本線に多くの編成が乗り入れた経緯があるため（現在はG編成のみ）、配置車両の大部分が耐寒耐雪構造の1000番台となっているのが特徴である。D編成は1000番台の編成（D-01 - D-21、D-28 - D-31）と、国鉄末期に三鷹電車区（現・三鷹車両センター）から転入した300番台の編成（D-22 - 27）がある。
    - このうち、D-26とD-27編成は、イベント等での使用を考慮し、湘南色を纏っている。

  - 4両編成のL編成が、2019年6月5日付で下関総合車両所運用検修センターから2本8両転入した[5]が、2020年8月14日付で廃車された[6]。
  - かつては中間車が3500番台の4両編成（K編成）も在籍していたが、2016年に消滅している。
  - 岡山支社管内の在来線のほか、伯備線を経由して山陰本線（伯耆大山駅 - 西出雲駅間、G編成）の運用にも就いている。2002年までは西明石駅までの運用も存在していた。2019年3月までは山陽本線広島シティネットワークや、瀬戸大橋線を経由して四国旅客鉄道（JR四国）予讃線（宇多津駅 - 多度津駅間）および土讃線（多度津駅 - 琴平駅間）への乗り入れも存在した。
    - 以前はA・D・K編成が快速『スーパーラビット』（東福山駅 - 広島駅間）に使用され、ヘッドマークも取り付けられていた。

  - 2007年からはATS-Pの搭載工事をG編成をのぞいて順次実施し、2009年に対象となる全編成の整備が完了した。

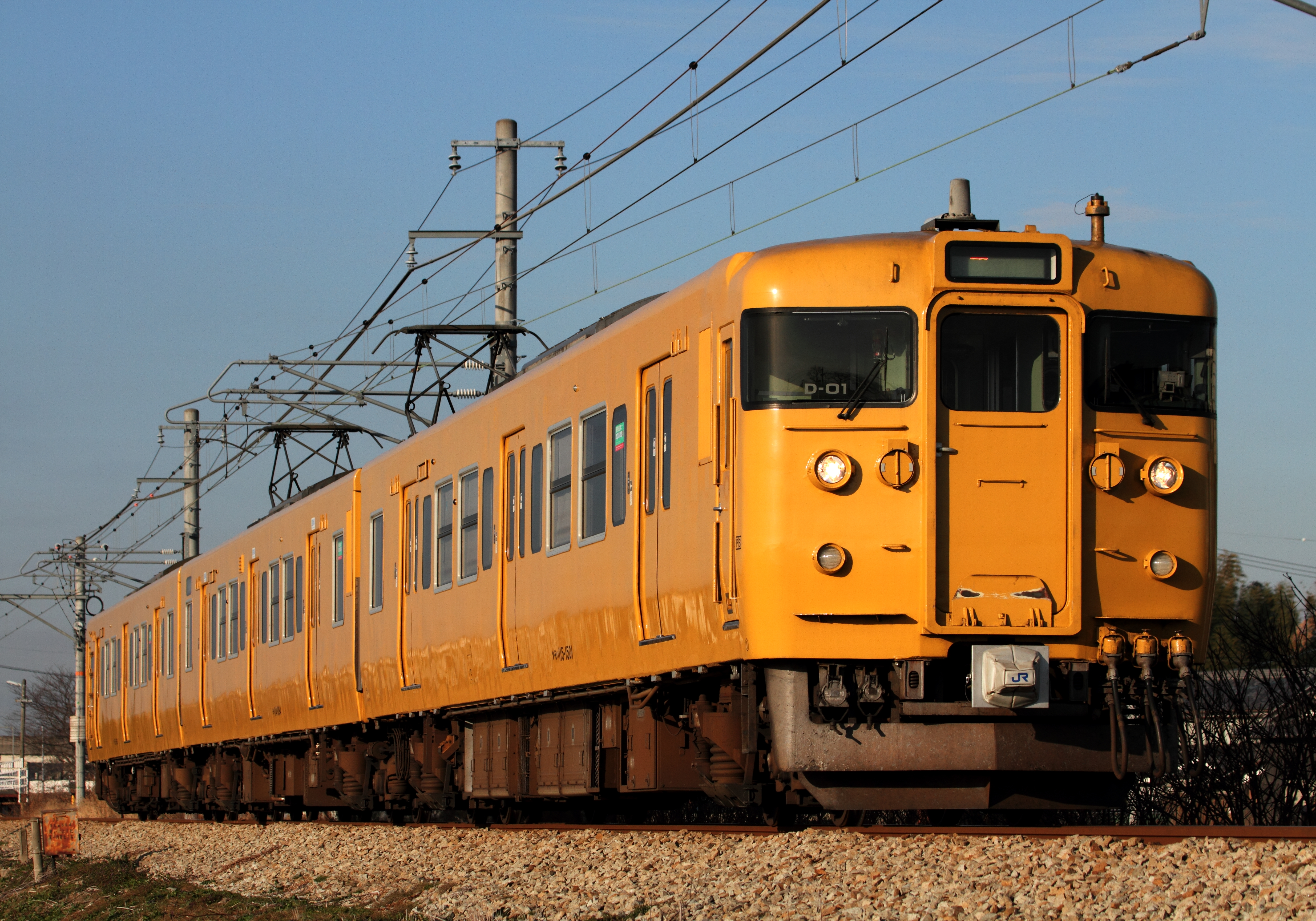
115系電車D編成
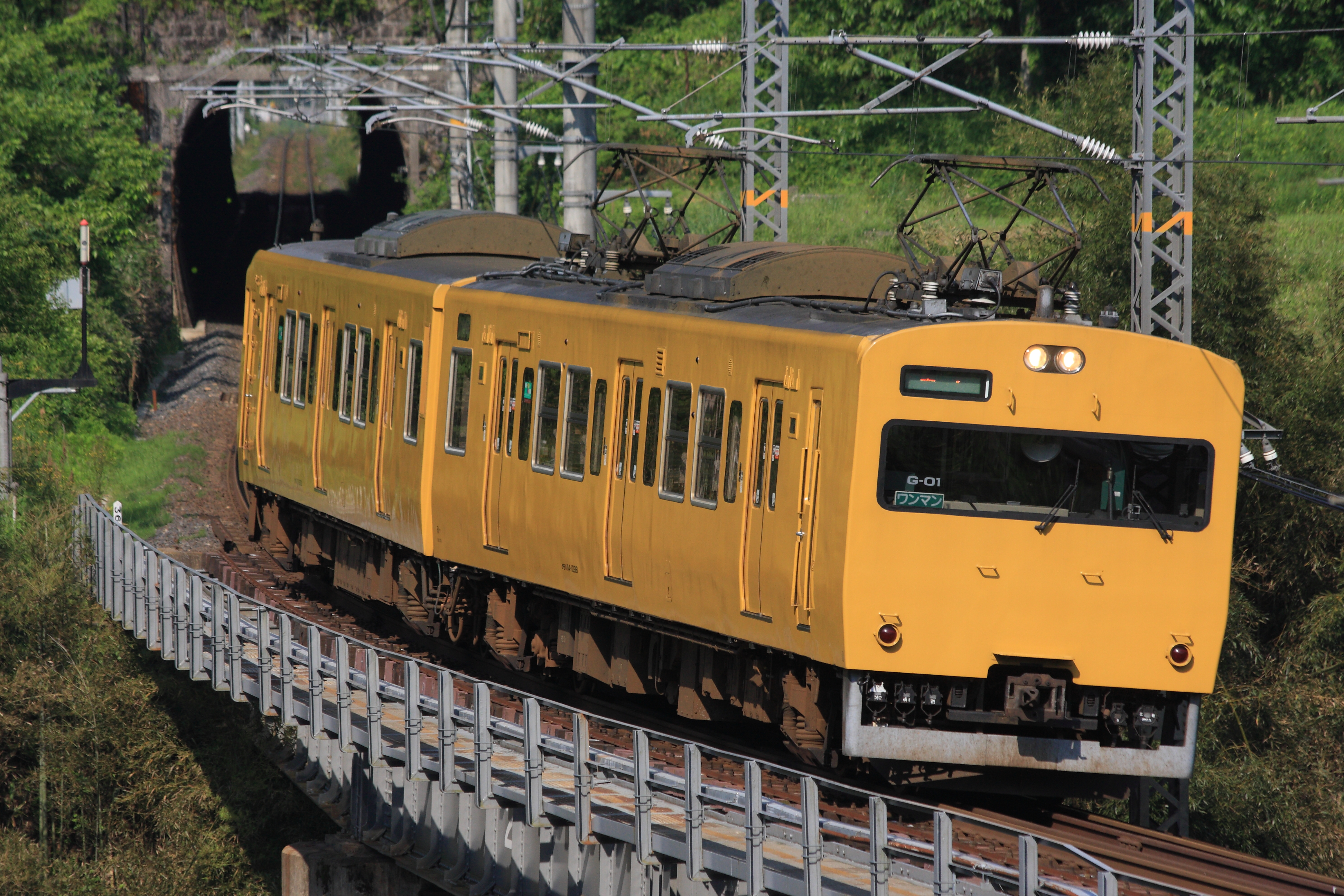
115系電車G編成

- 117系電車（24両）
  - 4両編成（E編成）6本が所属している。全編成がワンマン運転に対応している[7]。
  - E-04 - 06編成が1992年に宮原電車区（現・網干総合車両所宮原支所）から転属した0番台の編成、E-07 - 09編成が2015年に下関総合車両所運用検修センターから転属した100番台の編成である。
  - 山陽本線（東岡山駅 - 三原駅間）・赤穂線（播州赤穂駅 - 東岡山駅間）の普通列車として運用されている。
  - かつては山陽本線の快速「サンライナー」を中心に運用されていたが、2022年3月12日のダイヤ改正で廃止された。
  - なお上記6本のうちE-07・E-04編成はそれぞれ2022年6月・8月に廃車されている[8]。

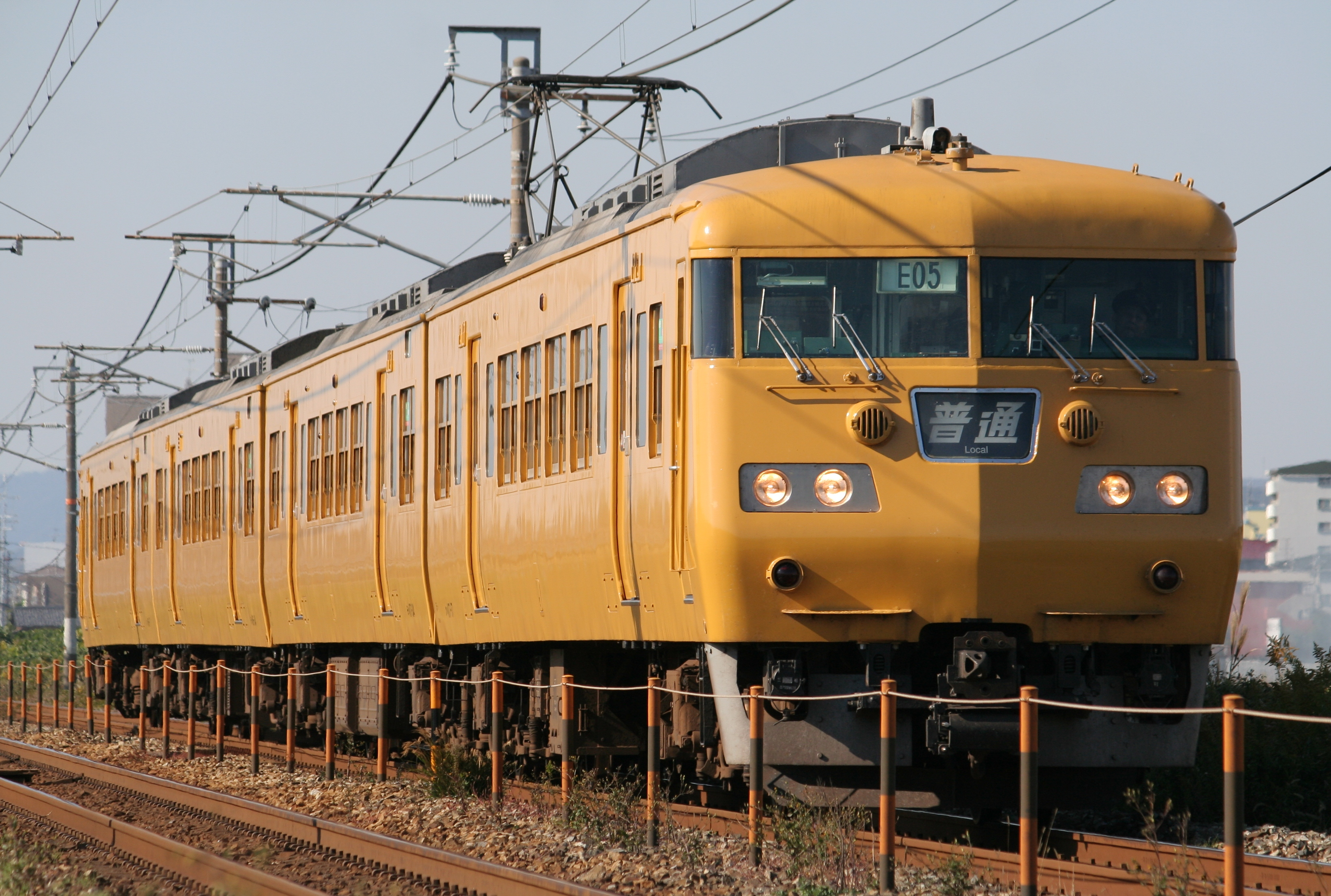
117系電車（地域色）

- 213系電車（28両）
  - 3両編成4本（C-01・C-05・C-06・C-12編成）、ワンマン運転に対応した2両編成7本（C-02・C-03・C-07 - C-11編成）と、「La Malle de Bois」2両編成1本（LA1編成）の計28両が所属している。かつてはスーパーサルーン「ゆめじ」（C13編成）用のクロ212形1両も配属されていたが、2010年11月1日付で廃車となった[9]。
  - C-07 - C-11編成については中間車の先頭車化改造工事を受けた車両（クハ212形100番台）が組み込まれている。C12編成については、通常は2両編成（クモハ213-10＋クハ212-8）で使用され、C04 - C06編成が検査の際に中間にクハ212-7を組み込んだ3両編成として運用される。
  - LA1編成以外の編成は、山陽本線（和気駅 - 三原駅間）・赤穂線（播州赤穂駅 - 東岡山駅間）・伯備線（倉敷駅 - 新見駅間）・宇野線・瀬戸大橋線（岡山駅 - 児島駅間）で運用されている。元々は宇野線（瀬戸大橋線）の快速「備讃ライナー」→「マリンライナー」用として投入されたが、2003年10月のダイヤ改正で「マリンライナー」運用からは離脱し、前述の短縮化改造を受けている。「マリンライナー」充当時には山陽線の快速「サンライナー」での間合い運用もあったほか、呉線経由下関直通臨時列車の運用実績もある。
  - 2012年6月に吹田総合車両所を出場したC-08編成を皮切りに2015年8月までに、全編成に体質改善工事を施工。
  - 2016年3月に旧C-04編成のクハ212-4とクモハ213-4を「La Malle de Bois」に改造しLA1編成とした。抜かれたサハ213-4はC-01編成に組み込まれ、3両編成となった。

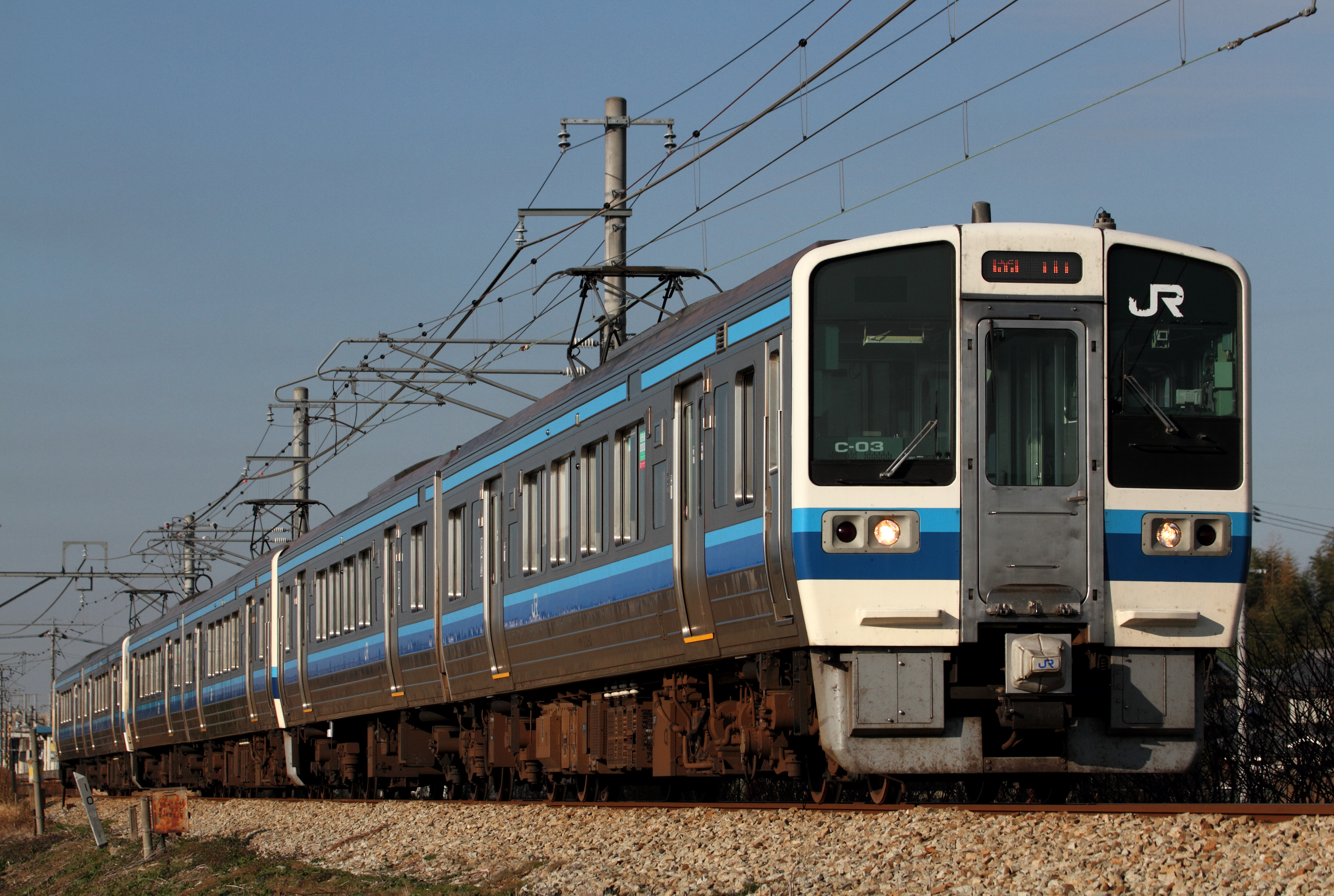
213系電車
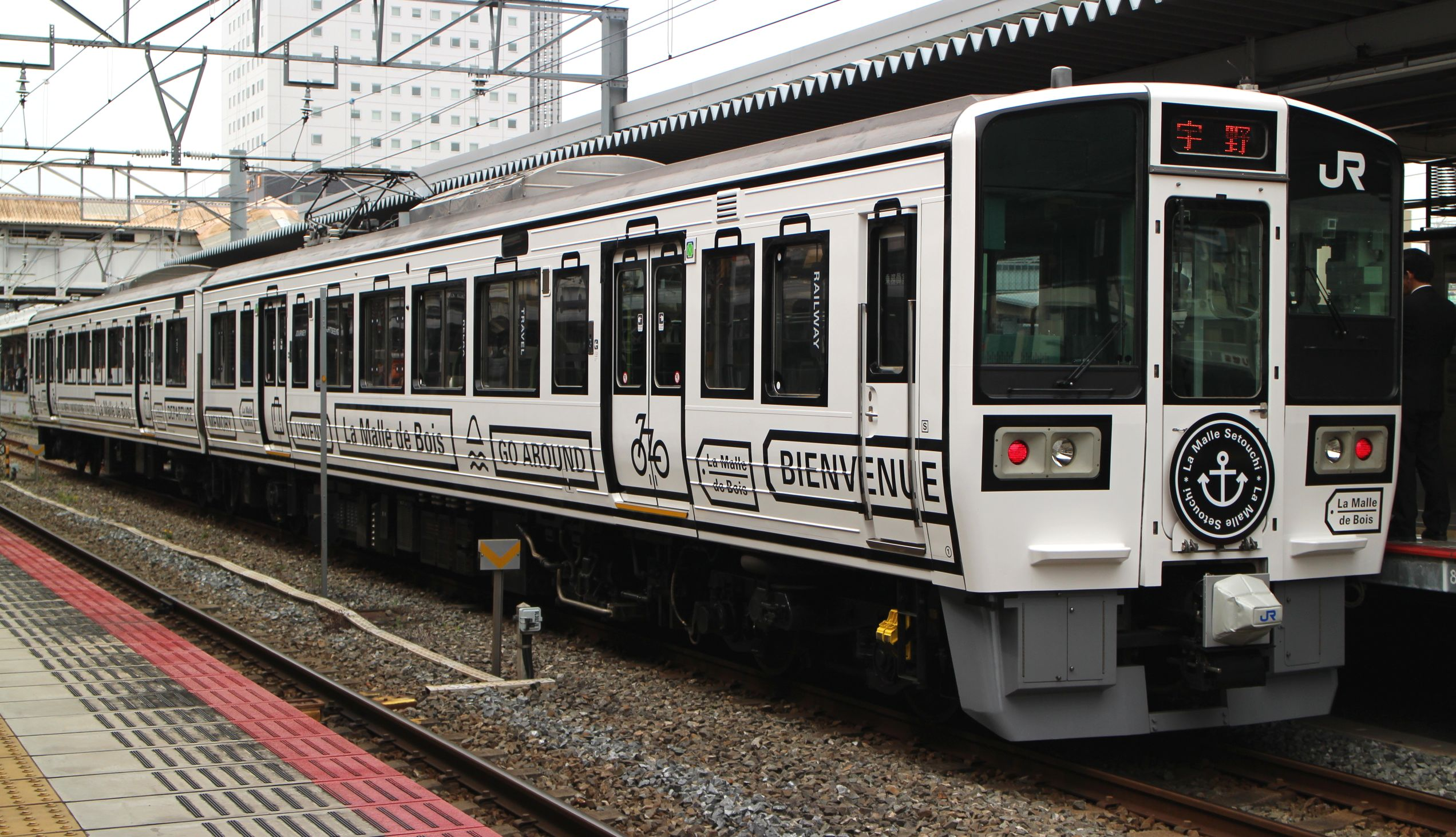
ラ・マル・ド・ボァ

- 223系電車（14両）
  - 5000番台2両編成（P編成）7本、計14両が所属している。
  - 瀬戸大橋線の快速「マリンライナー」で運用されている。ほとんどの列車でJR四国高松運転所所属の5000系電車3両編成（M編成）とペアを組んでいる。一時、網干総合車両所から借入されたサハ223形を中間に組み込んだ3両編成で運行されていた時期があった。

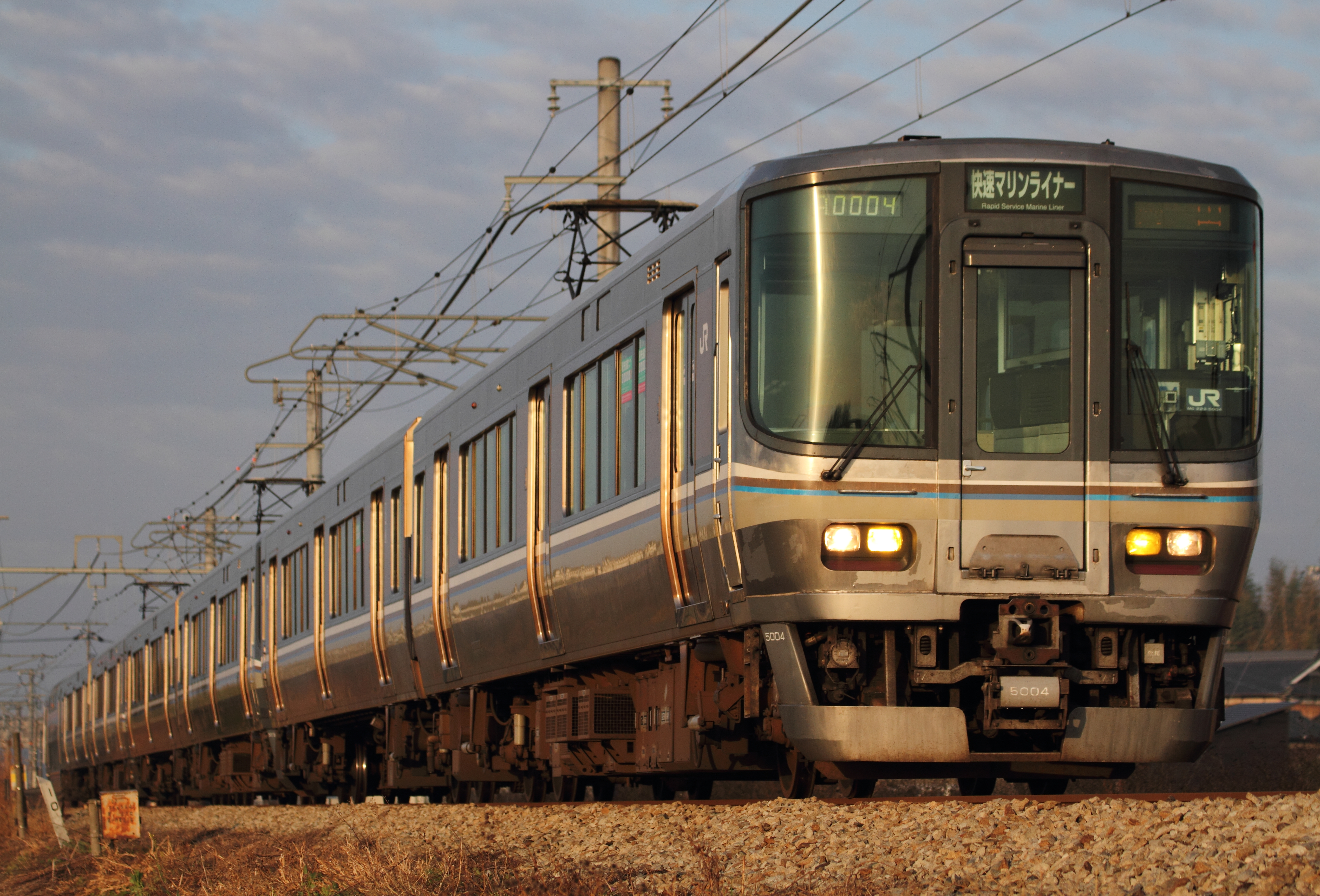
223系5000番台

- クモヤ145形電車（1両）
  - 1000番台1両（1124）が所属している。牽引車。この車両は2010年11月24日にこれまで配属されていた1103と入れ替える形で下関総合車両所運用検修センターから転属した[9]。2021年4月に下関へ回送されている。

#### 機関車
機関車の検修は日本貨物鉄道（JR貨物）岡山機関区に委託している。
- DE10形ディーゼル機関車（2両）

#### 貨車
- チキ5200形貨車（30両）
  - レール輸送用長物車。常備駅は、東福山駅と岡山貨物ターミナル駅。
- チキ5500形貨車（6両）
  - レール輸送用長物車。常備駅は、東福山駅。
- チキ6000形貨車（8両）
  - レール輸送用長物車。常備駅は、東福山駅。
- ホキ800形貨車（9両）
  - バラスト輸送用ホッパ車。常備駅は、岡山貨物ターミナル駅。

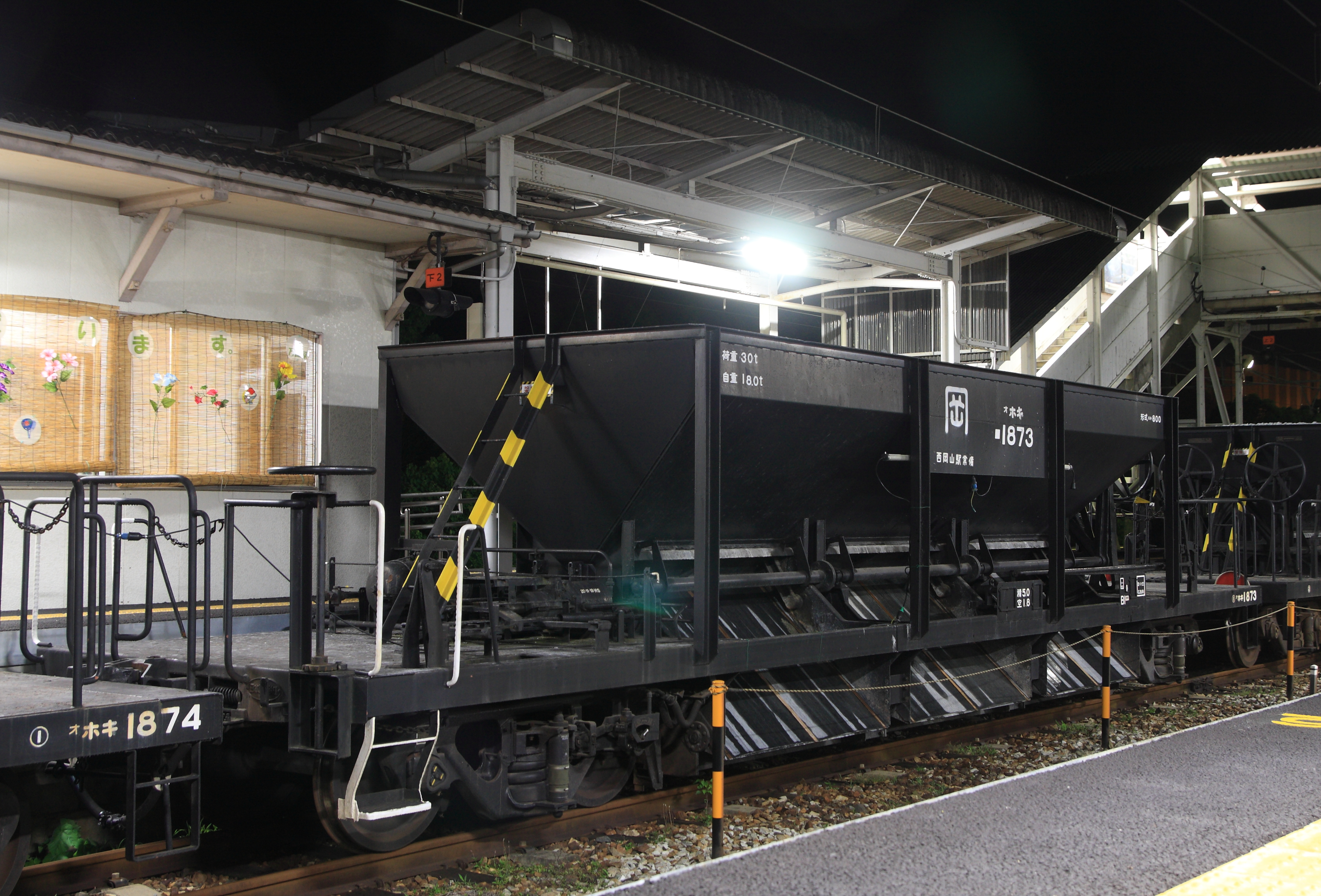
ホキ800形オホキ1873

### 過去の車両

#### 電車
- 32系電車
  - 宇野線、赤穂線、山陽本線で運用。1976年、運用終了。
- 40系電車
  - 宇野線、赤穂線、山陽本線で運用。1976年、運用終了。
- 42系電車
  - 宇野線、赤穂線、山陽本線で運用。1976年、運用終了。
- 51系電車
  - 宇野線、赤穂線、山陽本線で運用。1976年、運用終了。
- 72系電車
  - 1988年、クモニ83形を旅客用に改造したクモハ84形が3両配属され、宇野線、瀬戸大橋線で活躍したが、1996年廃車。
  - 　同形式は、民営化後に誕生した唯一の旧性能電車の新形式だった。
- 80系電車
  - 宇野線、赤穂線、山陽本線で運用。1978年、運用終了。
- 103系電車
  - 2009年4月1日現在で4両編成1本（H13編成）が所属していたが、日根野電車区から貸し出されていた4両（H17編成）とともに、6月23日に吹田工場まで回送された後、7月2日に同編成のクモハ103-110が近畿車輛へ回送されている。これにより、岡山電車区所属の103系は消滅した[10][11]。
- 211系電車（2両）
  - C13編成（スーパーサルーン「ゆめじ」）のクモロ211形1両とモロ210形1両の2両が所属し、臨時・団体列車で運用されていた。
  - 2010年3月7日に「さよなら運転」が行われ運用を終了し[12]、同年4月14日に吹田工場に回送され[13]、同年6月30日付けで廃車となった[14]。

#### 客車
- マニ50形客車（1両）

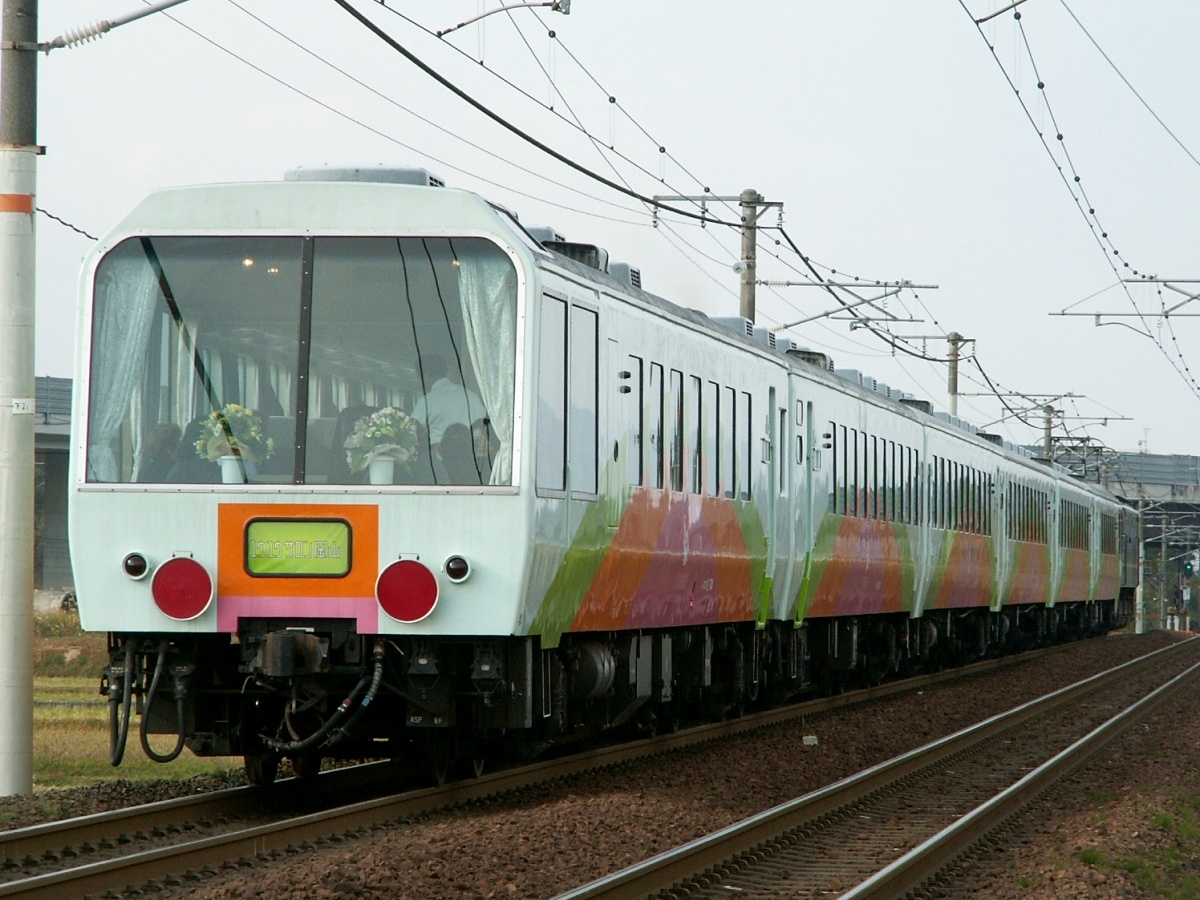
ゆうゆうサロン岡山

  - 救援車として1両が所属していた。2009年5月18日付で廃車。
- 12系客車（6両）
  - ジョイフルトレイン「ゆうゆうサロン岡山」として700番台6両編成1本が所属していたが、2011年3月26・27日の運用をもって営業運用が終了した。2011年10月31日付で廃車され、客車の配置がなくなった。

#### 機関車
- EF65形電気機関車（1両）
  - 下関運転所から123号機が1988年3月13日に転属し、「ゆうゆうサロン岡山」専用機として使用されたが、2002年8月31日に廃車となっている[15]。

## 歴史
- 1982年（昭和57年）6月25日：岡山運転区が岡山電車区に改称[16]。岡山運転区と岡山客車区が統合され、岡山客貨車区が発足[16]。
- 1984年（昭和59年）2月1日：糸崎客貨車区が廃止され岡山客貨車区の客貨車区になる[16]
- 1985年（昭和60年）3月14日：岡山客貨車区糸崎支区が糸崎機関区と統合し、糸崎運転区になる[16]。
- 1986年（昭和61年）11月1日：岡山電車区と岡山客貨車区の客車部門を統合して、岡山運転区になる。
- 1987年（昭和62年）3月1日：岡山運転区から岡山運転所に改称[17]。岡山派出所・岡山西口派出所・宇野派出所は継承される。宇野派出所はのちに廃止。
- 1987年（昭和62年）4月1日：国鉄分割民営化で西日本旅客鉄道の施設になる。
- 1989年（平成元年）3月11日：岡山運転所岡山派出所が岡山運転区に、岡山運転所と岡山気動車区が統合して岡山電車区になる。岡山気動車区は岡山電車区の気動車支区になる[18]。
- 1990年（平成2年）6月11日：気動車支区が津山鉄道部の岡山気動車分室になる[19]。
- 2008年（平成20年）6月1日：津山鉄道部が廃止され、津山鉄道部気動車分室が岡山電車区気動車センターになる[20]。
- 2009年（平成21年）6月1日：気動車センターが岡山気動車区として分離[20]。
- 2022年（令和4年）10月1日：中国統括本部発足に伴い、下関総合車両所に統合されて下関総合車両所岡山電車支所になる[17]。